# Wayne Simien
Wayne Anthony Simien, Jr. (ur. 9 marca 1983 w Leavenworth w stanie Kansas) – amerykański koszykarz, występujący na pozycji silnego skrzydłowego, mistrz NBA z 2006.
W 2001 wystąpił w meczu gwiazd amerykańskich szkół średnich - McDonald’s All-American. Został uznany za najlepszego zawodnika stanu Kansas (Kansas Gatorade Player of the Year, Kansas Mr. Basketball) oraz wybrany do II składu Parade All-American.
W sezonie 2008/2009 był zawodnikiem Cáceres Ciudad del Baloncesto. Jest absolwentem Uniwersytetu Kansas. Podczas swojej gry w NBA zdobył 169 punktów, zaliczył 99 zbiórek i 11 asyst, zarabiając niecałe 2 mln dolarów.

## Osiągnięcia
Na podstawie, o ile nie zaznaczono inaczej.
NCAA
- Wicemistrz NCAA (2003)
- Uczestnik rozgrywek:
  - Final Four NCAA (2002, 2003)
  - Elite 8 turnieju NCAA (2002–2004)
  - turnieju NCAA (2002–2005)
- Mistrz sezonu regularnego konferencji Big 12 (2002, 2003, 2005)
- Zawodnik roku konferencji Big 12 (2005)[4]
- Zdobywca nagrody Senior CLASS Award (2005)[5]
- Zaliczony do:
  - I składu:
    - All-American (2005)
    - Big 12 (2004, 2005)
    - turnieju Big 12 (2004, 2005)

  - III składu All-American (2004 przez Associated Press)
- Drużyna Kansas Jayhawks zastrzegła należący do niego numer 23

NBA
- Mistrz NBA (2006)